# Carlos Ayala Vargas
Carlos de la Cruz Ayala Vargas (2. dubna 1980, Esplugues de Llobregat, Španělsko) je španělským politikem, spoluzakladatelem španělské Pirátské strany a bývalý lídr strany od jejího založení v roce 2006 do září 2010. Ayala studoval na Univerzitě Karla III. v Madridu a žije ve městě Ulea v Murcii.